# Chemins de fer de Provence

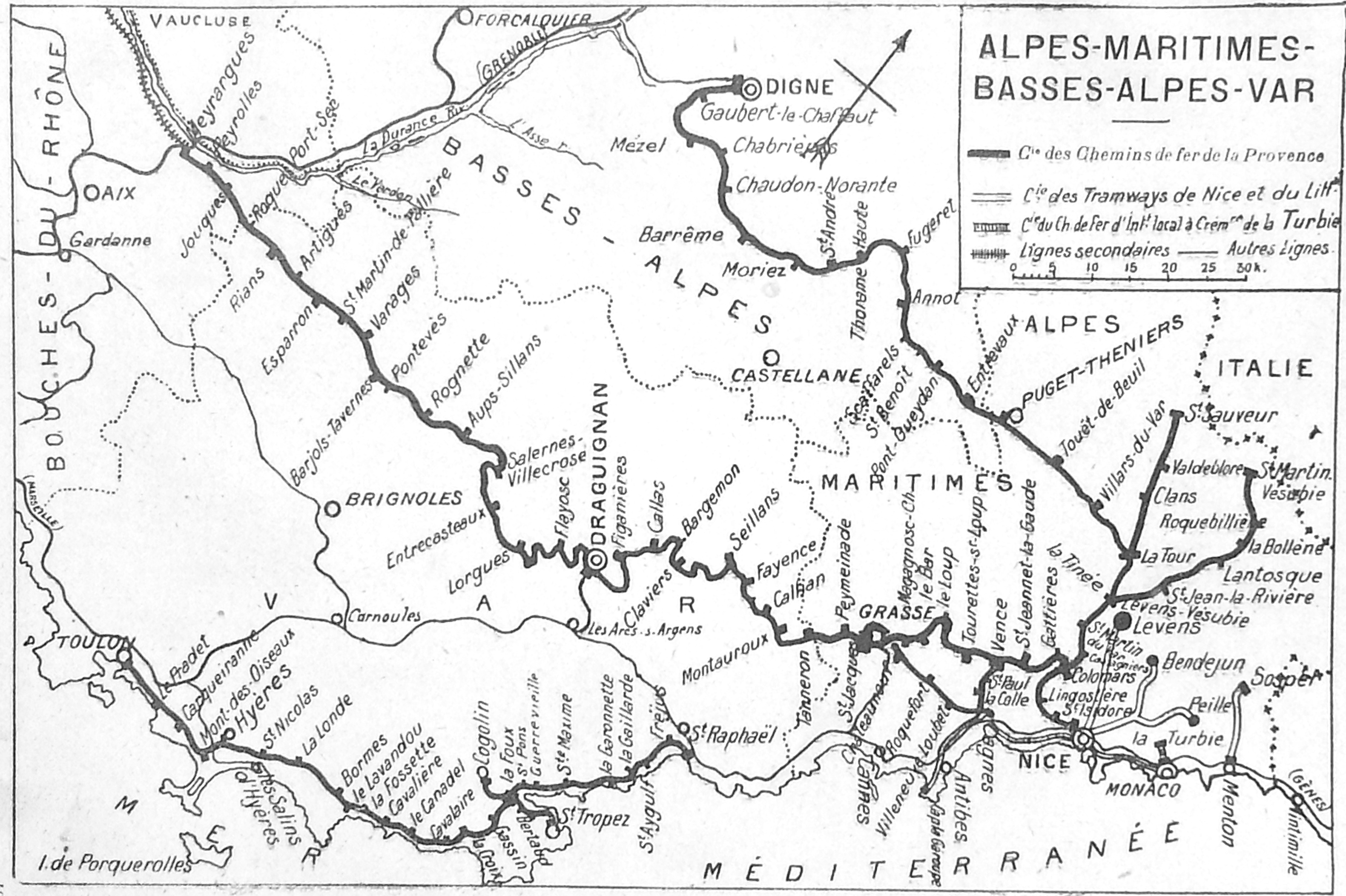
Strecken der SF und der TAM 1928

Die Chemins de fer de Provence (CP / C.P.) waren eine Bahngesellschaft, die von 1925 bis 1972 existierte. Ihr Logo wurde von der Nachfolgegesellschaft CFTA beibehalten. Ihr meterspuriges Streckennetz verband die Orte Nizza und Meyrargues, Nizza und Digne-les-Bains, Saint-Raphaël und Toulon sowie Cogolin und Saint-Tropez in den südfranzösischen Départements Alpes-Maritimes, Var, Alpes-de-Haute-Provence und Bouches-du-Rhône.
Heute ist von den vier gebauten Strecken noch die Strecke von Nizza (französisch: Nice) nach Digne-les-Bains (vor 1988: Digne) in Südfrankreich in Betrieb. Sie ist auch als Train des Pignes (deutsch: Pinienzapfenzug) bekannt. Diese Bezeichnung trug allerdings ursprünglich die 1950 stillgelegte Strecke von Nizza nach Meyrargues. Die Strecken Saint-Raphaël–Toulon und Cogolin–Saint-Tropez wurden auch Le Macaron genannt.

## Geschichte

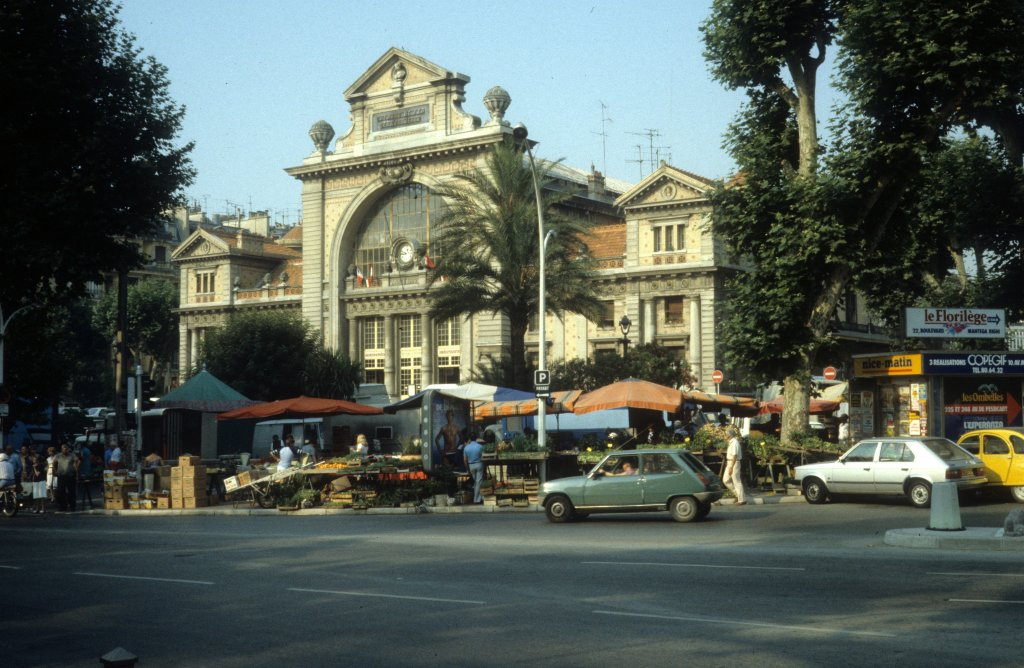
Endbahnhof Gare du Sud der Bahnstrecke Nizza–Digne in Nizza, 1982

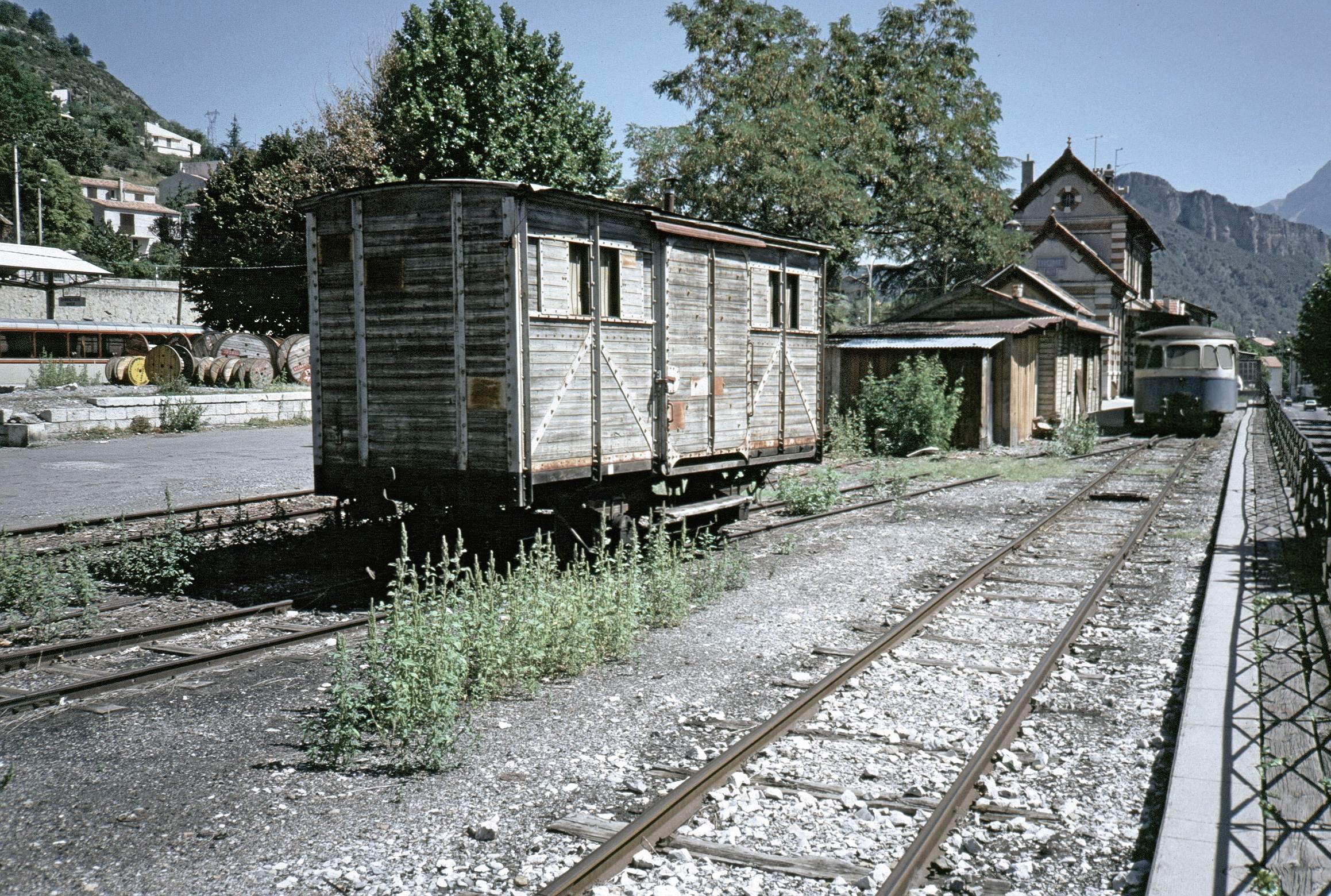
Alter Schmalspurbahnhof in Digne (links im Hintergrund ein Triebwagen am neuen Bahnsteig), 1986

Im Jahr 1860 wurde die Grafschaft Nice an Frankreich angegliedert. Vier Jahre später erreichte, von Marseille her, eine normalspurige Strecke der Eisenbahngesellschaft PLM die Stadt Nizza. Sie berührte das Hinterland aber kaum, und eine Unterbrechung im Jahr 1872 ließ auch aus militärischen Gründen eine zweite Verbindung bedeutsam erscheinen.
Der Freycinet-Plan von 1879 sah den Bau zahlreicher Strecken von lokaler Bedeutung in ganz Frankreich vor. Darunter fielen auch folgende Verbindungen:
- von Digne über Castellane nach Draguignan mit Anschluss an die Strecke der PLM (115 km)
- Bahnstrecke Meyrargues–Nizza mit den beiden Teilabschnitten
  - von Draguignan nach Cagnes über Grasse (88 km)
  - von Draguignan nach Mirabeau (bei der Planung auf Meyrargues geändert) über Barjols (110 km)
- und von Nizza nach Puget-Théniers (56 km)

Statt der Verbindung von Digne nach Draguignan wurden 1881 Verbindungen von Nizza nach Grasse über Vence und von Digne nach Puget-Théniers genehmigt, so dass eine 150 km lange durchgehende Verbindung zwischen Nizza und Digne möglich wurde.
Die PLM nahm von Digne ausgehend den Bau in Angriff, stellte die Arbeiten aber 1884 ein. Die daraufhin gegründete Compagnie des chemins de fer du Sud de la France (SF/S.F.) übernahm den Bau der Strecken in reduziertem Umfang. Nach dem Baubeginn im Jahr 1887 wurden die Strecken abschnittsweise in Betrieb genommen, so dass ein Netz von mehr als 450 km Gesamtlänge entstand, das durch Stichstrecken der Tramways des Alpes-Maritimes (TAM) in die Seitentäler des Var ergänzt wurde. Drei Strecken kamen bis 1911 zur Ausführung:
- von Nizza nach Digne über Puget-Théniers (Ligne du Nord, 150 Kilometer)
- von Nizza nach Meyrargues über Grasse und Draguignan (Ligne Central-Var, 210 Kilometer)
- von Toulon nach Saint-Raphaël (Ligne du Littoral, 100 Kilometer) mit einer Zweigstrecke von Cogolin nach Saint-Tropez (10 Kilometer)

Hinzu kamen mehrere Anschlussstrecken der Tramways des Alpes-Maritimes (TAM) in den Seitentälern des Flusses Var. Angesichts der schwierigen topografischen Verhältnisse wurde, um enge Kurven zu ermöglichen, die Meterspur als Spurweite gewählt. Endstation in Nizza war der Gare du Sud, 400 Meter vom PLM-Bahnhof entfernt. Die denkmalgeschützte Glaswand des Gebäudes stammt vom russischen Pavillon der Weltausstellung von 1889. 1899 wurde zwischen den beiden Stationen ein Verbindungsgleis quer durch die Stadt gelegt, das aber dem Güterverkehr vorbehalten blieb. Bis 1939 konnten über die Straßenbahngleise Güterzüge der C.P. auch den Hafen von Nizza erreichen. Auf diesem Weg wurde das Kraftwerk der Energie électrique du Littoral méditerranéen mit Kohlen versorgt, die Behinderung des städtischen Verkehrs machte dem ein Ende.

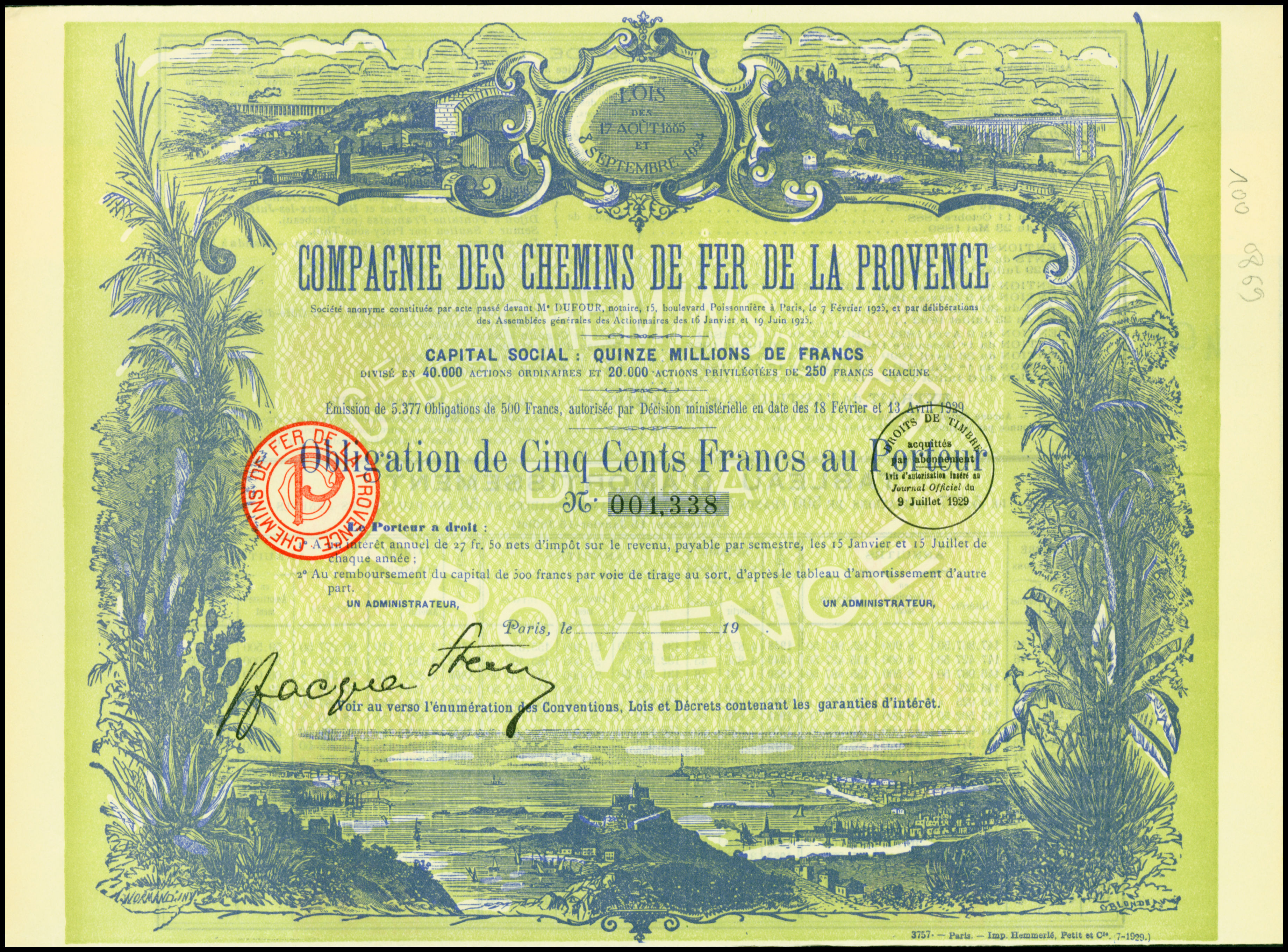
Obligation über 500 Francs der Compagnie des Chemins de Fer de la Provence vom 9. Juli 1929

Der Zusammenbruch der Panamakanal-Gesellschaft Compagnie Universelle du Canal Interocéanique löste 1888 einen der größten Finanzskandale des 19. Jahrhunderts in Frankreich aus. In dessen Folge beging der Vizepräsident der SF 1894 Selbstmord; die Anklage gegen den ebenfalls involvierten Direktor brachte die SF um ihre Kreditwürdigkeit. Aufgrund zunehmender finanzieller Probleme wurde ein neuer Vertrag mit dem Staat ausgehandelt und 1925 die Compagnie des Chemins de fer de (la) Provence (C.P.) gegründet. Sie übernahm zunächst alle Strecken, gab 1933 aufgrund dennoch wachsender finanzieller Probleme die Strecken Nizza–Digne und Nizza–Meyrargues ab. Unter staatlicher Zwangsverwaltung wurden diese von den Ponts et Chaussées betrieben; der C.P. blieb nur die Küstenstrecke Saint-Raphaël – Toulon.
Kurz vor dem Zweiten Weltkrieg brachte der beginnende Ersatz der Dampfzüge durch Triebwagen (auf der Strecke Nizza-Digne erst 1935) den Strecken einen Aufschwung. Der Krieg, insbesondere der Befreiungskampf im Département Alpes-Maritimes, führte zu schweren Schäden an Infrastruktur und rollendem Material. Ab 1945 wurde die Strecke Nizza–Meyrargues nur noch zwischen Meyrargues und Tanneron betrieben und Anfang 1950 endgültig stillgelegt. Die Küstenstrecke war bereits 1948/49 aufgegeben worden, beide Strecken wurden abgebaut.
1952 hob der Staat die Zwangsverwaltung auf, die Strecke von Nizza nach Digne wurde unter die „provisorische Verwaltung“ der C.P. gestellt. Bereits 1959 verlangte er jedoch „einschneidende“ Maßnahmen zur Sanierung und wiederholte die Einstellungsdrohungen 1967 und 1968. Die Städte Digne und Nizza, die beiden Départements Alpes-Maritimes und Var sowie die Région Provence-Alpes-Côte d’Azur-Corse gründeten daraufhin 1968 das Syndicat mixte Méditerranée-Alpes (SYMA). Ihm wurde 1972 für 99 Jahre das Betriebsrecht übertragen; die Betriebsführung wurde 1974 an die Société générale de chemins de fer et de transports automobiles (CFTA) weitergegeben und 2014 durch die Région Provence-Alpes-Côte d’Azur (PACA) in Eigenregie übernommen. Der regelmäßige Güterverkehr wurde 1977 eingestellt, bedarfsweise verkehrten aber weiterhin Güterzüge.

## Strecken

### Meyrargues – Nizza (210km)
| von        | bis        | Teilstrecke eröffnet am |
| ---------- | ---------- | ----------------------- |
| Meyrargues | Draguignan | 22. März 1889           |
| Draguignan | Grasse     | 25. Oktober 1890        |
| Grasse     | Colomars   | 7. Juni 1892            |
| Colomars   | Nizza      | 2. Juni 1892            |

Diese Strecke trug zuerst den Beinamen Train des Pignes.
Am 24. August 1944 zerstörte die deutsche Armee die drei wichtigsten Viadukte auf dem Abschnitt im Département Alpes-Maritimes. Ab 1945 wurde diese Strecke daher nur noch zwischen Meyrargues und Tanneron betrieben und 1950 ganz stillgelegt.

### Nizza – Digne (150km)
| von                   | bis                   | Teilstrecke eröffnet am |
| --------------------- | --------------------- | ----------------------- |
| Nizza                 | Colomars              | 2. Juni 1892            |
| Colomars              | Puget-Théniers        | 8. August 1892          |
| Pugét-Théniers        | Saint-André-les-Alpes | 3. Juli 1911            |
| Saint-André-les-Alpes | Digne-les-Bains       | 15. Mai 1892            |

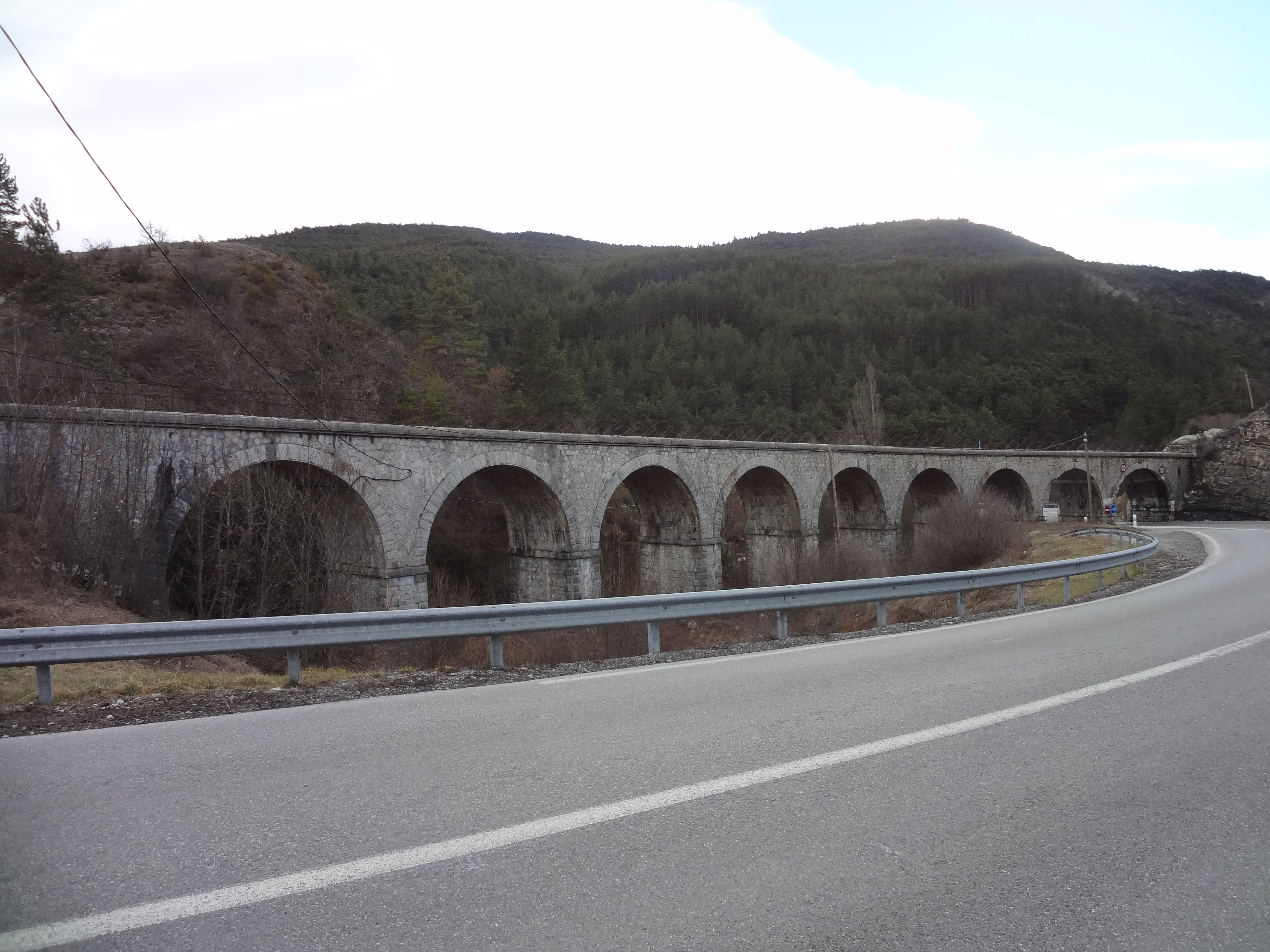
Viaduc de Moriez (2013)

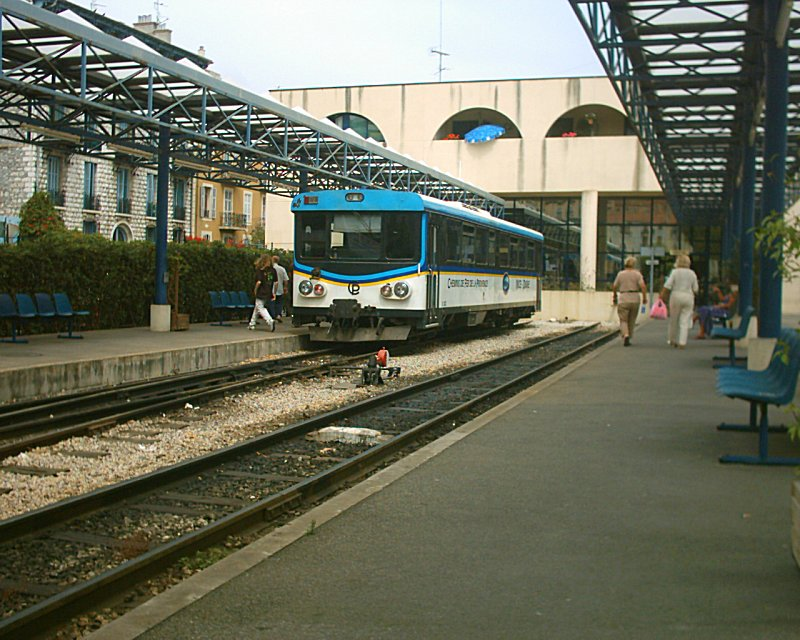
Neuer Endbahnhof Gare de Nice CP in Nizza, 2006

Bis 1911 wurde die Teilstrecke Pugét-Théniers–Saint-André-les-Alpes noch mit Kutschen bedient. Die Fahrt dauerte 6,5 Stunden.
Diese Strecke ist als einzige des ehemaligen Netzes noch in Betrieb. Sie gehört dem französischen Staat. Ihr Betreiber ist seit 1. Januar 2014 die Région Provence-Alpes-Côte d’Azur (PACA). Die Strecke wird in ganzer Länge von vier Zugpaaren täglich befahren, die dafür etwa 3 Stunden 20 Minuten brauchen. Der Abschnitt von Nizza bis Le Plan du Var wird im Nahverkehr öfter bedient. Im Planbetrieb verkehren Dieseltriebwagen, an ausgewählten Tagen werden Nostalgiefahrten mit Dampflokomotiven veranstaltet.
1943 wurde auf dieser Strecke die Rekordzahl von 1.014.327, 1970 das Minimum von 143.652 Passagieren ermittelt. Im Jahr 2006 wurden 479.936 Fahrgäste gezählt. Der Rekord im Güterverkehr lag bei 336.710 Tonnen im Jahr 1926.

### Saint-Raphaël – Toulon (103km)
| von           | bis     | Teilstrecke eröffnet am |
| ------------- | ------- | ----------------------- |
| Saint-Raphaël | La Foux | 19. September 1889      |
| La Foux       | Hyères  | 4. August 1890          |
| Hyères        | Toulon  | 21. August 1905         |

Nach Zerstörungen in den Gefechten, die auf die Landung alliierter Truppen in Südfrankreich am 15. August 1944 folgten, und dem Brand im Depot von Fréjus im Jahr 1948 wurde der Verkehr auf der Küstenlinie am 14. Mai 1948 offiziell – und nach letzten Triebwagenfahrten (als Ersatz für fehlende Autobusse) 1949 endgültig – eingestellt. Von Toulon bis Bormes-les-Mimosas wurde die Trasse in einen Fuß- und Radweg (chemin du train des Pignes) umgewandelt, ebenso zwischen Le Lavandou und Pramousquier.

### Cogolin – Saint-Tropez (9km)
| von     | bis          | Teilstrecke eröffnet am |
| ------- | ------------ | ----------------------- |
| Cogolin | Saint-Tropez | 1. Juli 1894            |

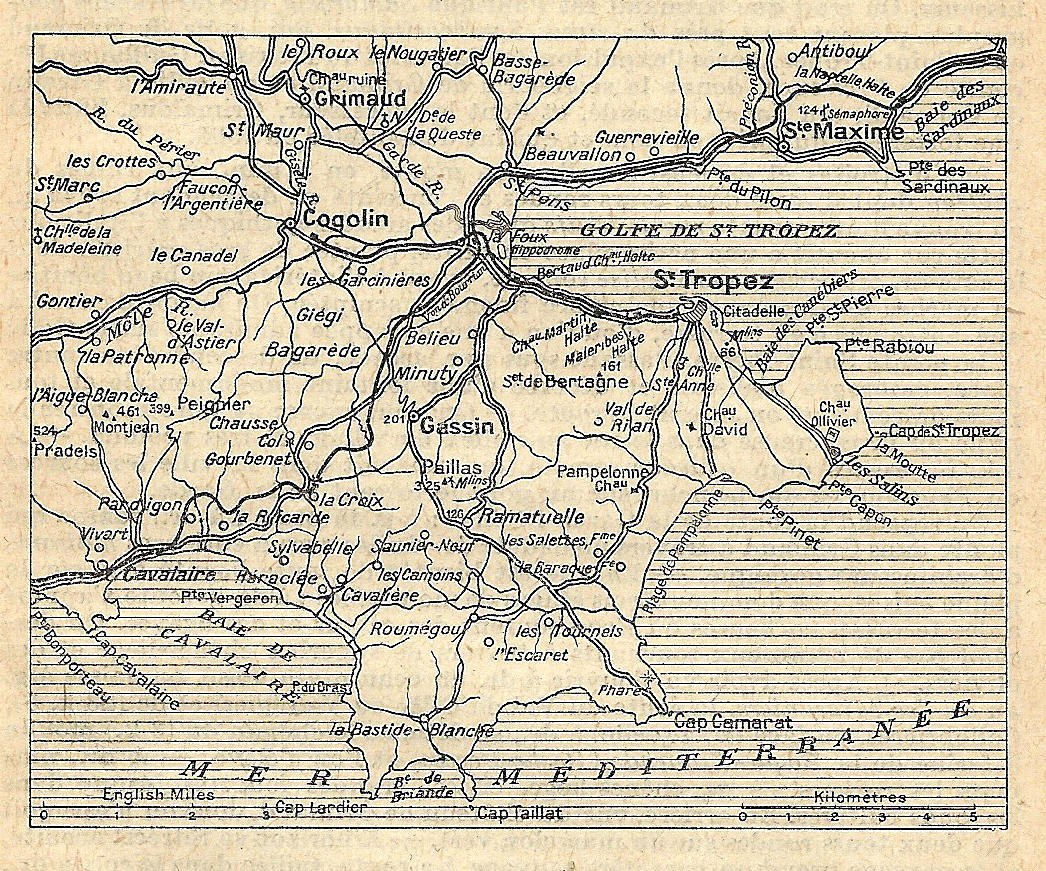
Karte von Saint-Tropez und Umgebung mit eingezeichneten Bahnlinien (1921)

1909 wurde eine Verlängerung der Strecke nach La Garde-Freinet und Le Luc genehmigt. Die Arbeiten am ersten Abschnitt wurden kurz vor Beginn des Ersten Weltkriegs begonnen, dann aber nicht fortgesetzt und 1921 aufgegeben.
Auch diese Strecke wurde am 14. Mai 1948 offiziell eingestellt, die letzte Fahrt fand mit einem Triebwagen am 4. Juni 1949 statt.

## Relikte
In manchen der ehemals angeschlossenen Orte sind noch die Bahnhofsgebäude erhalten geblieben. Zum Beispiel befindet sich im ehemaligen Bahnhof von Le Lavandou eine Postfiliale. Auf großen Teilen der ehemaligen Strecken wurden nach der Stilllegung Straßen erbaut, die Brücke Pont Eiffel in Grasse trägt nach Sanierung der Pfeiler ebenfalls eine Straße. Zahlreiche weitere Brückenbauwerke sind ganz oder teilweise erhalten.

## Galerie

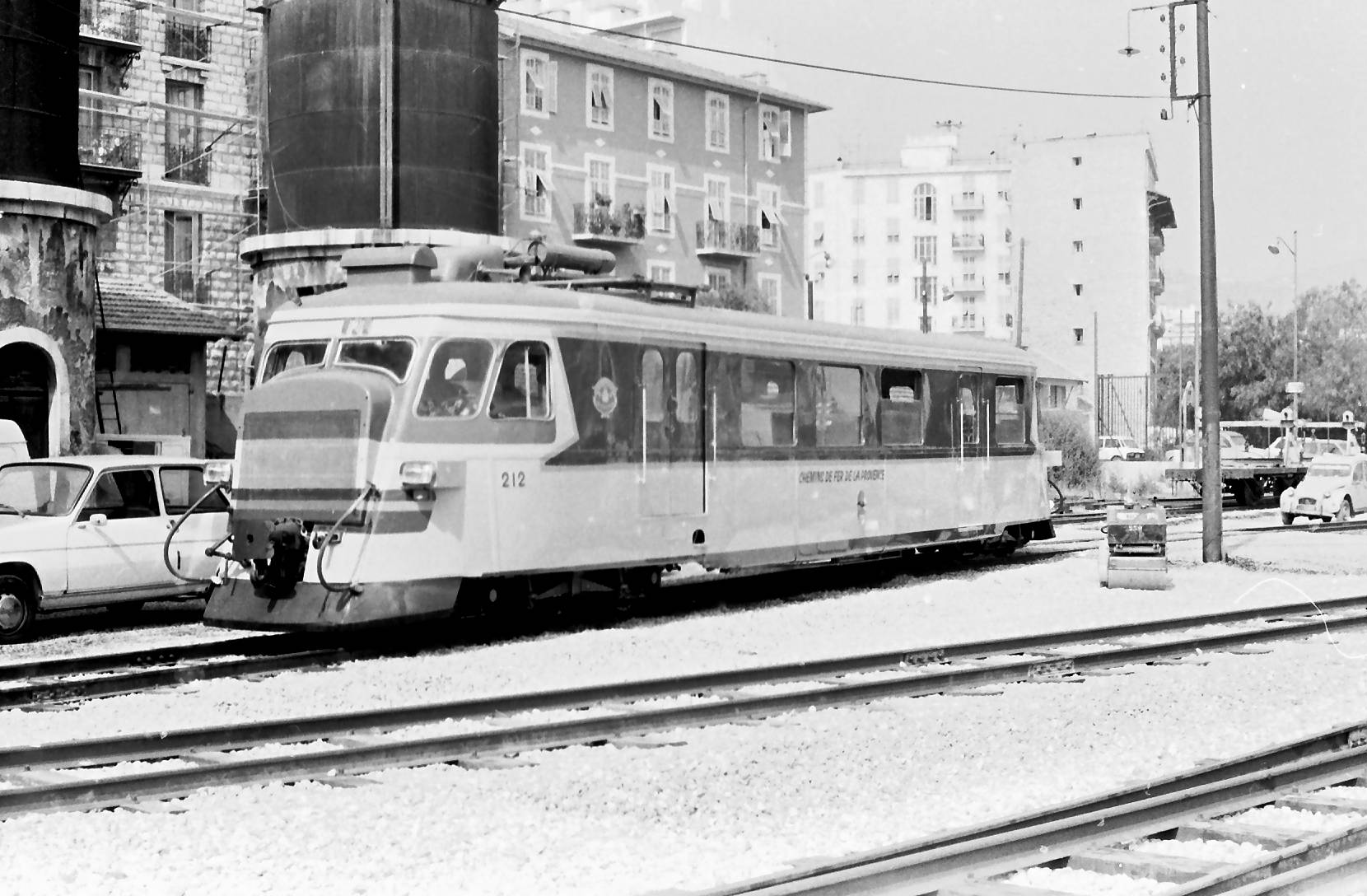
Billard-Triebwagen 212 in Nizza, 1983
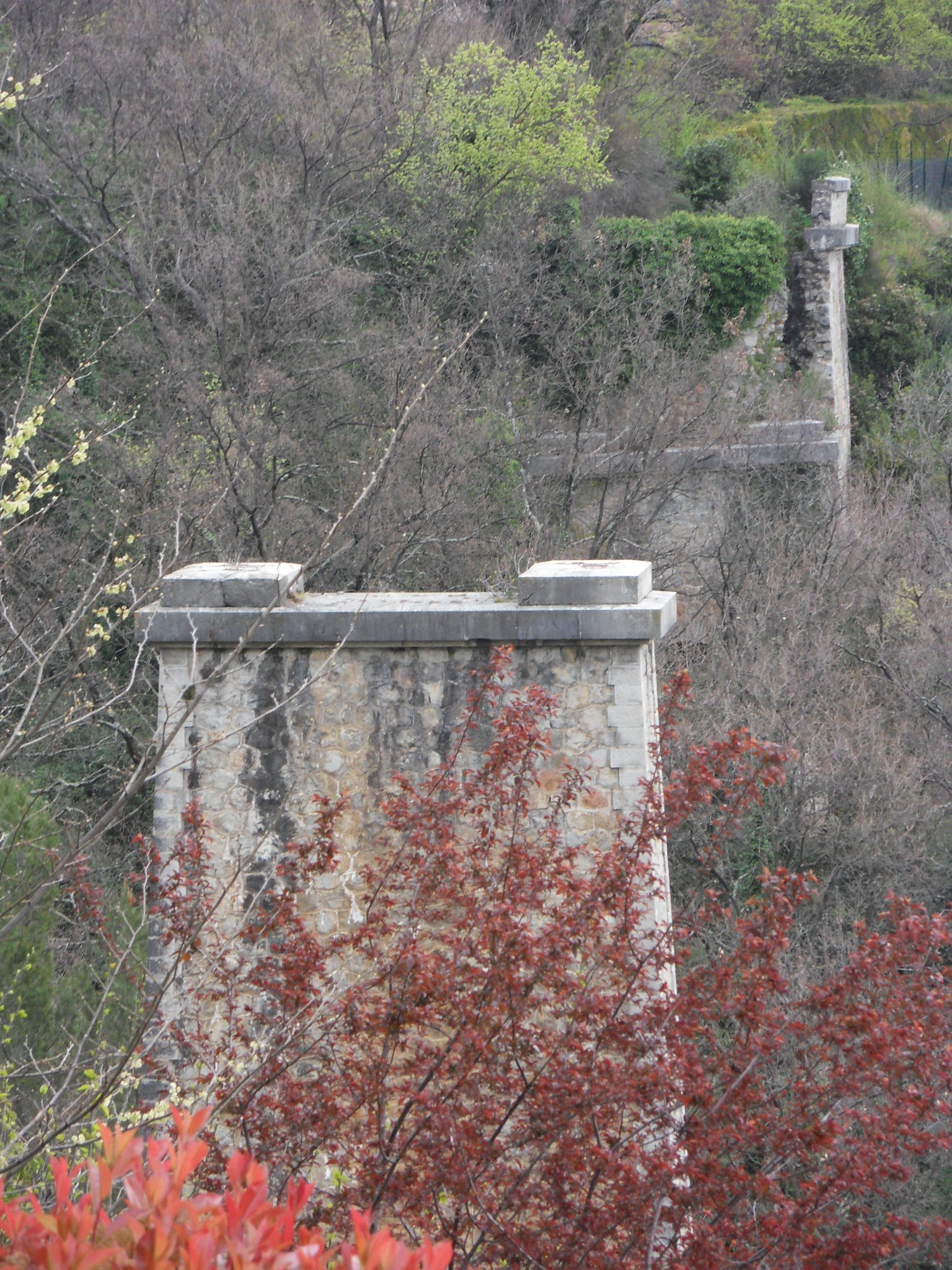
Reste des Viaduc du Ribes in Grasse
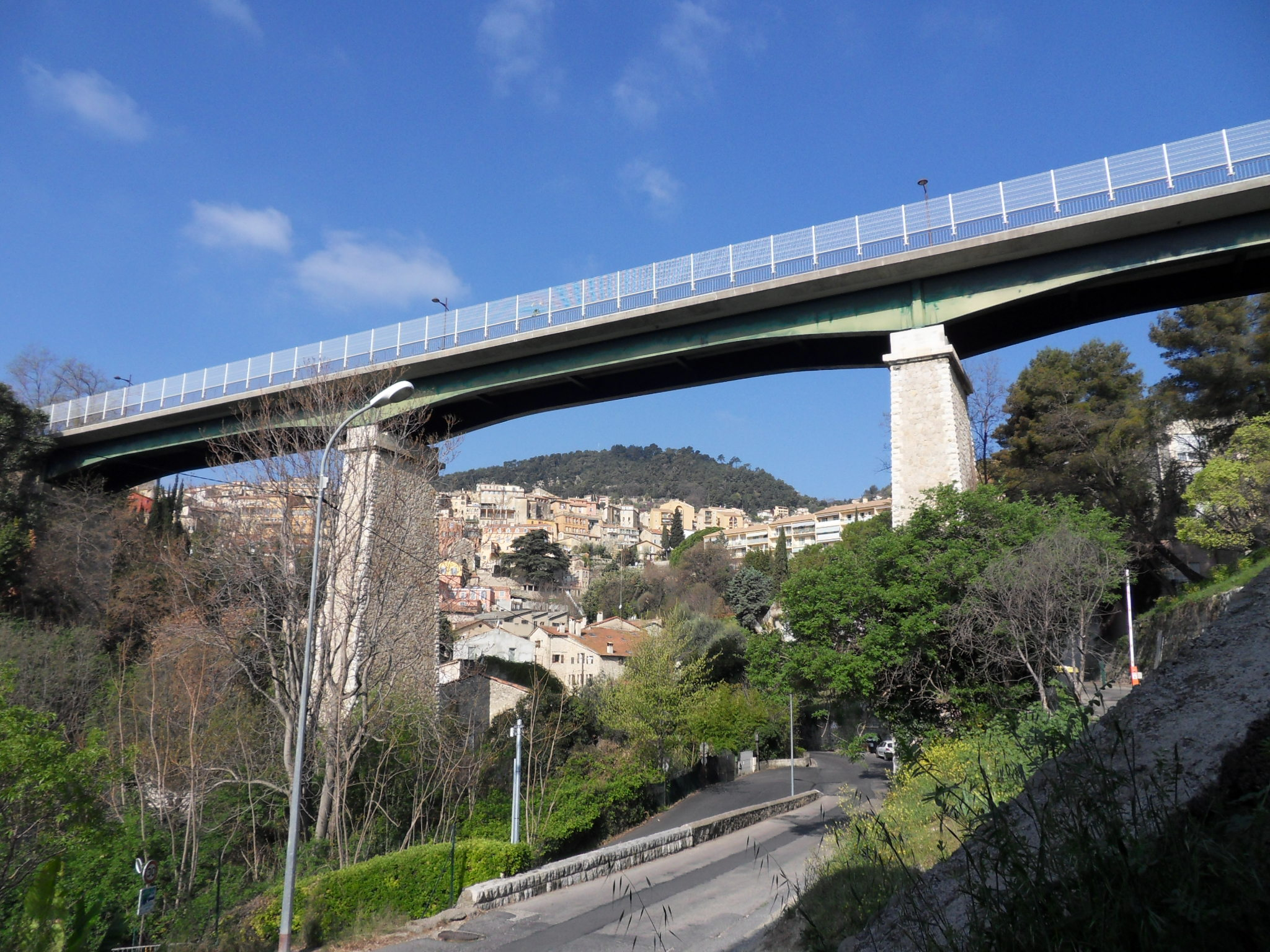
Pont Eiffel in Grasse, heute Straßenbrücke
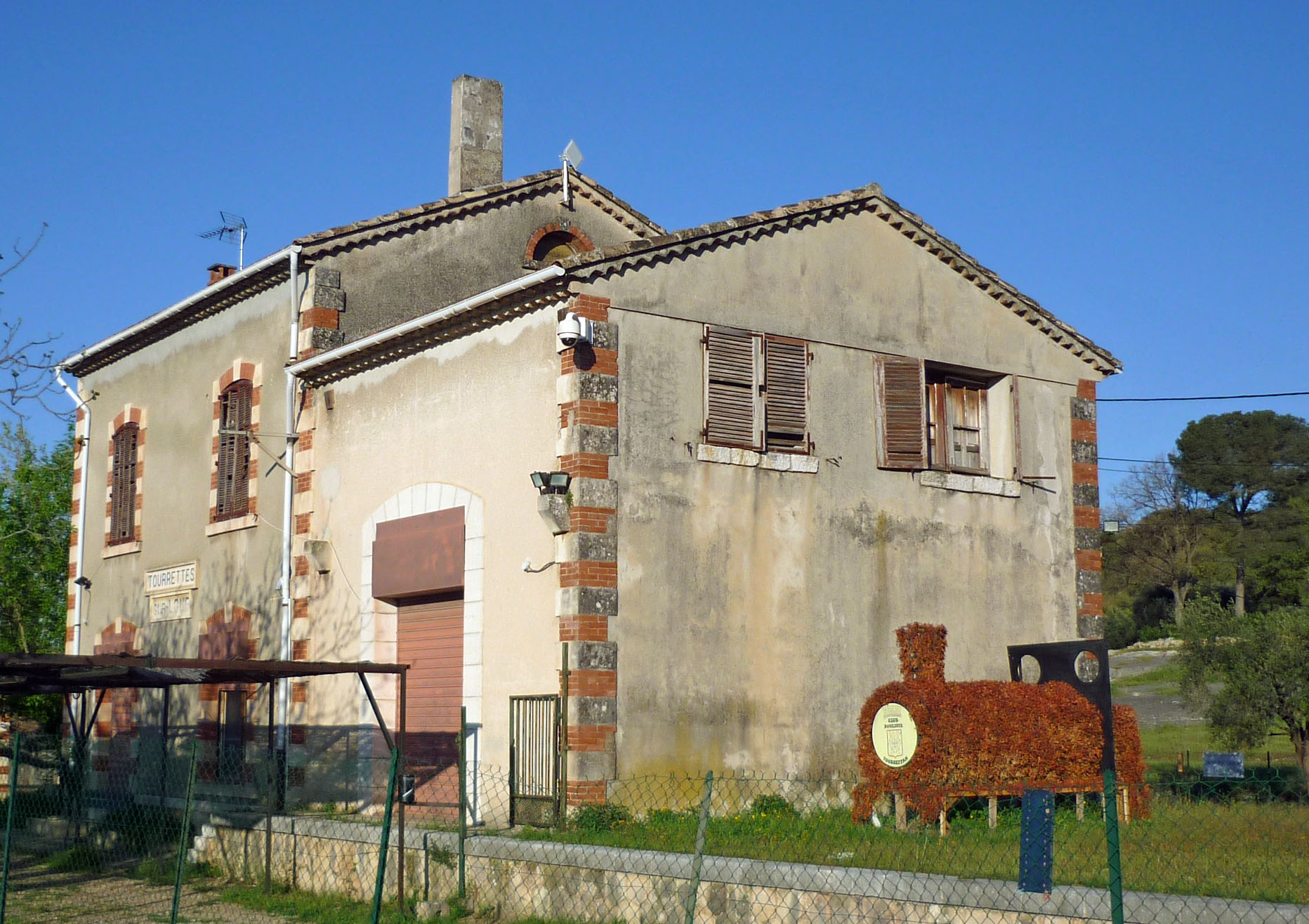
Ehemaliger Bahnhof von Tourrettes-sur-Loup
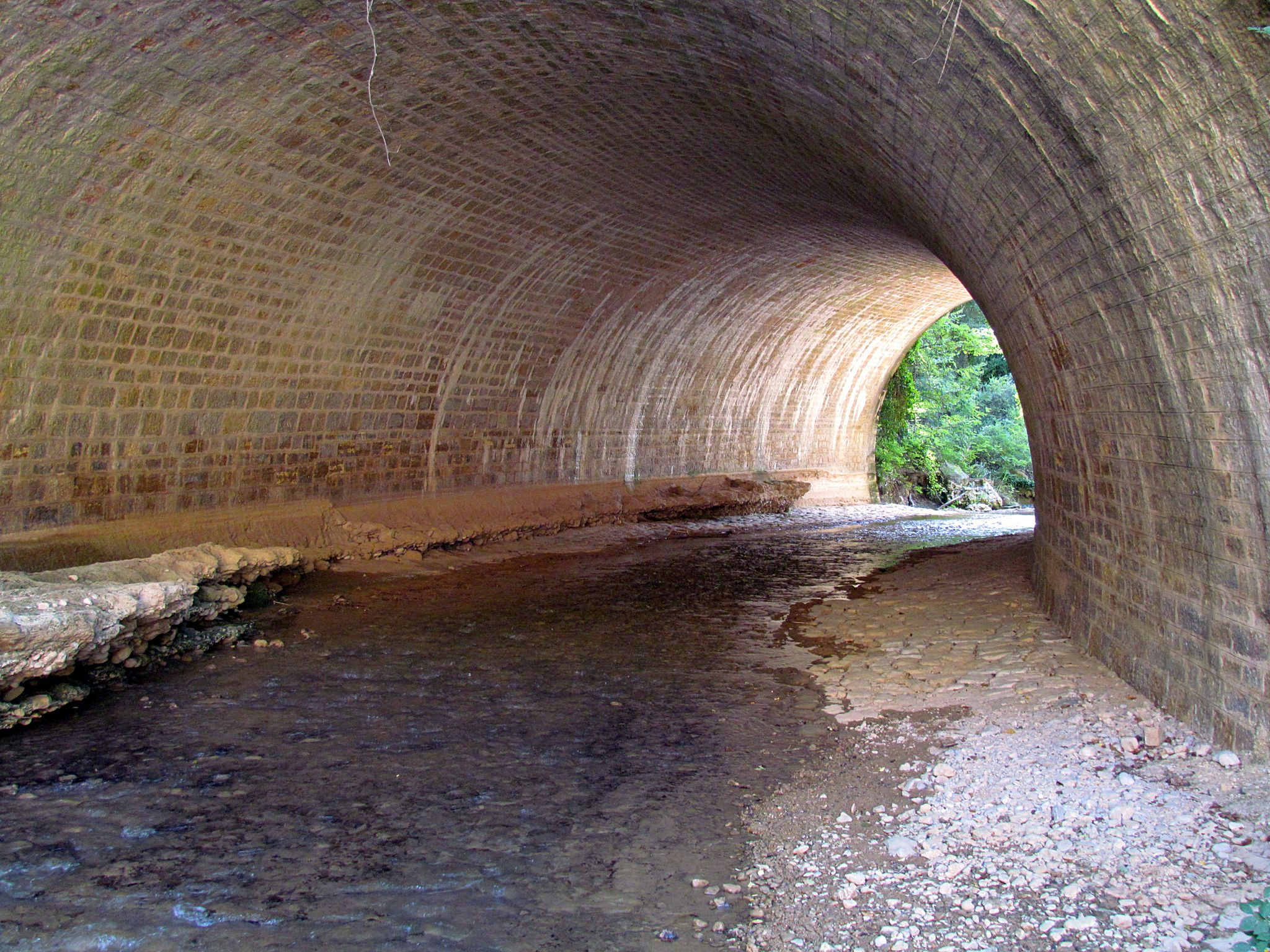
Unterführung des Flusses Florièye unter der ehemaligen Strecke bei Lorgues
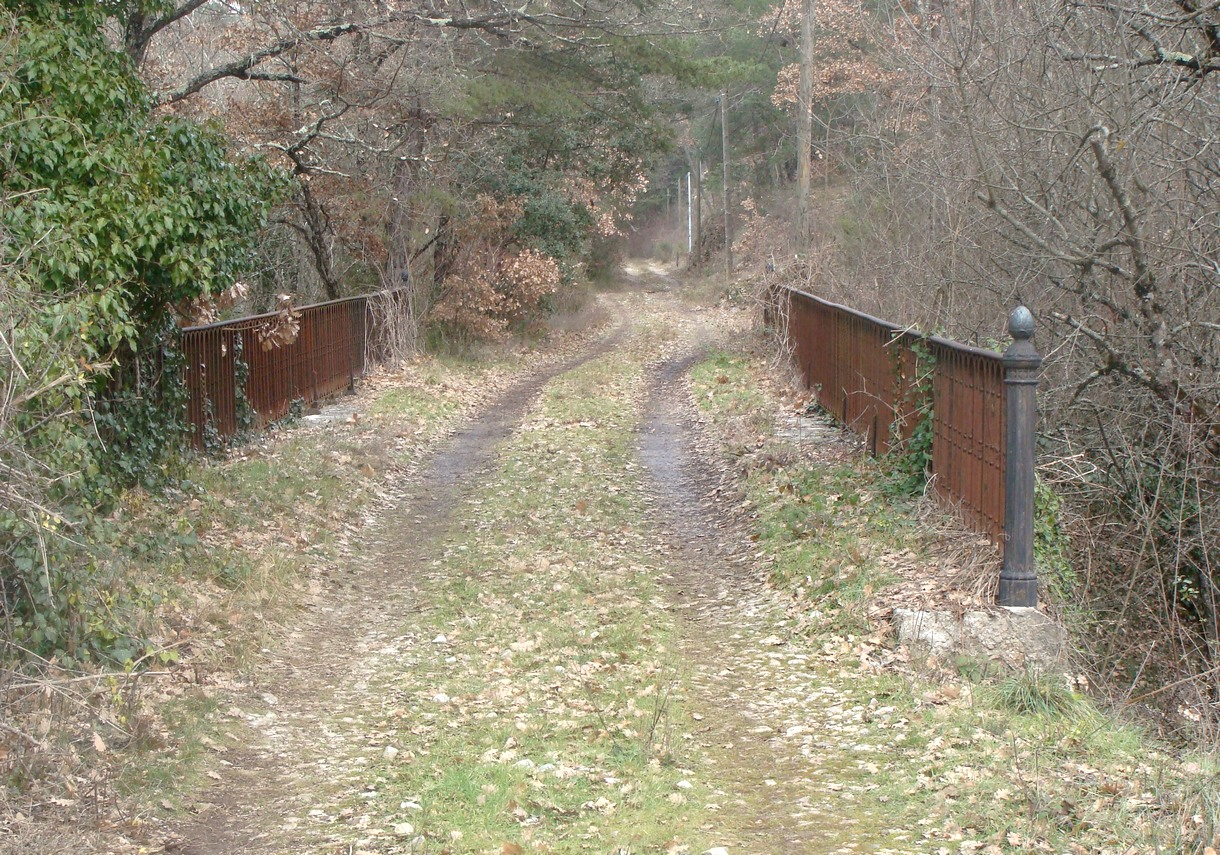
Ehemalige Bahnstrecke zwischen Rians und Barjols